# The World Has Turned and Left Me Here
"The World Has Turned and Left Me Here" (em português: O Mundo Virou e Deixou-me Aqui) é uma música da banda americana de rock alternativo Weezer, composta por Rivers Cuomo e Patrick Wilson, e lançada em 10 de Maio de 1994 no seu álbum homónimo de estreia, também conhecido como The Blue Album.

## Visão Global
A música foi composta pelo vocalista e guitarrista Rivers Cuomo e pelo baterista Patrick Wilson entre Dezembro de 1991 e Janeiro de 1992, antes mesmo dos Weezer terem começado, e logo foi a primeira música composta que entretanto atingiu o The Blue Album. Rivers afirmou que esta música e a faixa 2, "No One Else", estão ligadas na letra. Cuomo descreveu o narrador de "No One Else" como "o invejoso-imbecil existente em mim quando me passava com a minha namorada" e reiterando que "em 'The World Has Turned and Left Me Here' é o mesmo imbecil a imaginar a razão pela qual ela se foi embora". Isto pode apenas ser uma coincidência, já que "No One Else" foi composto vários meses ou mesmo um ano depois de ter composto "The World Has Turned and Left Me Here".

## Usos na mídia
A música deu título original em língua inglesa ao quinto episódio da sexta temporada da famosa série de televisão The Vampire Diaries, exibida originalmente pela The CW dos Estados Unidos.

## Desempenho
A música não foi tocada ao vivo desde 1997, sendo a única faixa de álbum dos dois primeiros álbuns que não foi tocada desde esta era. Esta acabou por ser recuperada como parte da digressão Memories. Em 2006, Cuomo afirmou vagamente na Entrevista Oficial dos Fãs a Rivers Cuomo que a razão para esta omissão nos espectáculos ao vivo por tanto tempo se devia ao facto de "[a banda] sentir que [a actuação] não correria muito bem". Matt Sharp, antigo baixista dos Weezer, fez um cover desta música na sua digressão a solo de 2004.

## Pessoal
- Rivers Cuomo — guitarra principal, vocalista
- Brian Bell — guitarra rítmica, vocais de apoio
- Matt Sharp — baixo, vocais de apoio
- Patrick Wilson — bateria
- Ric Ocasek — produção